# Bibiane Leclercq
Pour les articles homonymes, voir Leclercq.
Denise Leclercq (ou Leclerc), en religion Sœur Bibiane, est une religieuse française, bienheureuse et martyre, née en 1930 à Gazeran, tuée le 3 septembre 1995 à Alger. Elle est béatifiée le 8 décembre 2018.

## Biographie
Denise Leclercq ou Leclerc est née le 8 janvier 1930, à Gazeran, et grandit dans la Somme, au sein d'une famille d'agriculteurs,. Elle est l’aînée de huit enfants.
Elle a la vocation religieuse, mais attend que tous ses frères et sœurs soient autonomes pour en parler. Elle entre chez les Sœurs missionnaires de Notre-Dame des Apôtres, mais éprouve des difficultés à intégrer et suivre le postulat, puis le noviciat, à 29 ans.
Désormais appelée Sœur Bibiane, elle est affectée en Algérie. Elle y apprend l'arabe, malgré son faible niveau d'étude qui lui rend l'apprentissage très difficile. Mais elle se lance dans l'action avec joie et volonté, et s'y accomplit. Elle est une des trois religieuses qui depuis 1964 s'occupent d'enseigner aux jeunes filles la couture, la broderie et la confection de vêtements, à l'école des arts industriels et décoratifs d'Alger, dans le quartier Belcourt,. 
Très habiles et dévouées, sœur Bibiane et sœur Angèle-Marie sont aimées de tout le quartier. Rejointes par sœur Yolanda, elles sont également sollicitées par un prêtre local pour donner des cours d'alphabétisation. Elles créent aussi une école de confection pour les adolescentes déscolarisées.
Après l'assassinat de sœur Paul-Hélène Saint-Raymond et du frère Henri Vergès en mars 1994, la question est posée de rester ou non en Algérie. Sœur Bibiane répond en écrivant : « Je me sens impuissante devant tant de souffrance, mais je sais que Dieu aime ce peuple et j'ai une très grande confiance en Notre-Dame d'Afrique ». Elle conclut : « Je choisis de rester pour répondre à la confiance qui nous est manifestée par tous et toutes et pour être une lueur d'espérance dans cette terre d'Algérie ».
Avec Sœur Angèle-Marie Littlejohn, le 3 septembre 1995, elle va à pied pour la messe chez les Petites sœurs de l'Assomption. Au retour, elles sont toutes les deux assassinées à bout portant.

## Béatification
Le pape François reconnaît le 26 janvier 2018 qu'elle est morte en martyre, comme les autres « martyrs d'Algérie ». Elle est proclamée bienheureuse lors de la cérémonie de béatification le 8 décembre 2018 en Algérie, à Oran.